# Peyton Alex Smith
Peyton Alex Smith (* 18. Juni 1994) ist ein US-amerikanischer Schauspieler.

## Leben
Smith besuchte ein Semester die Florida A&M University, bevor er abbrach. Er ist bekannt für seine Rolle als Cedric Hobbs in der TV-Serie The Quad. Im Anschluss spielte er in der Serie Tales die Rolle von Miles. Von 2018 bis 2021 war er in der Serie Legacies in der Rolle von Rafael Waithe zu sehen.